# 크바르네르만

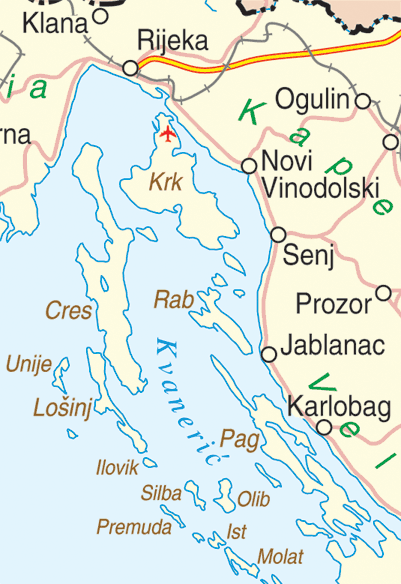
크바르네르만 지도

크바르네르만(크로아티아어: Kvarnerski zaljev, 이탈리아어: Golfo del Quarnaro, 라틴어: Sinus Flanaticus)은 아드리아해 북부에 위치한 크로아티아의 만이다. 이스트라반도와 크로아티아 북부 연해 지방의 본토 사이에 위치한다.
크바르네르만과 접한 큰 섬으로는 츠레스섬, 크르크섬, 파그섬, 라브섬, 로신섬이 있다. 크바르네르만의 최북단에는 항구 도시인 리예카가 위치한다.